# Porsche 910
La Porsche 910, conosciuta anche come Carrera 10, è un'autovettura da competizione costruita dalla casa automobilistica tedesca Porsche dal 1966 al 1968.

## Sviluppo
Nel breve periodo di pochi anni la Porsche sviluppo`diversi modelli, tutti prodotti per le gare. Uno di questi era la 910, costruita tra il 1966 e il 1967 sia in versione spider che coupé.

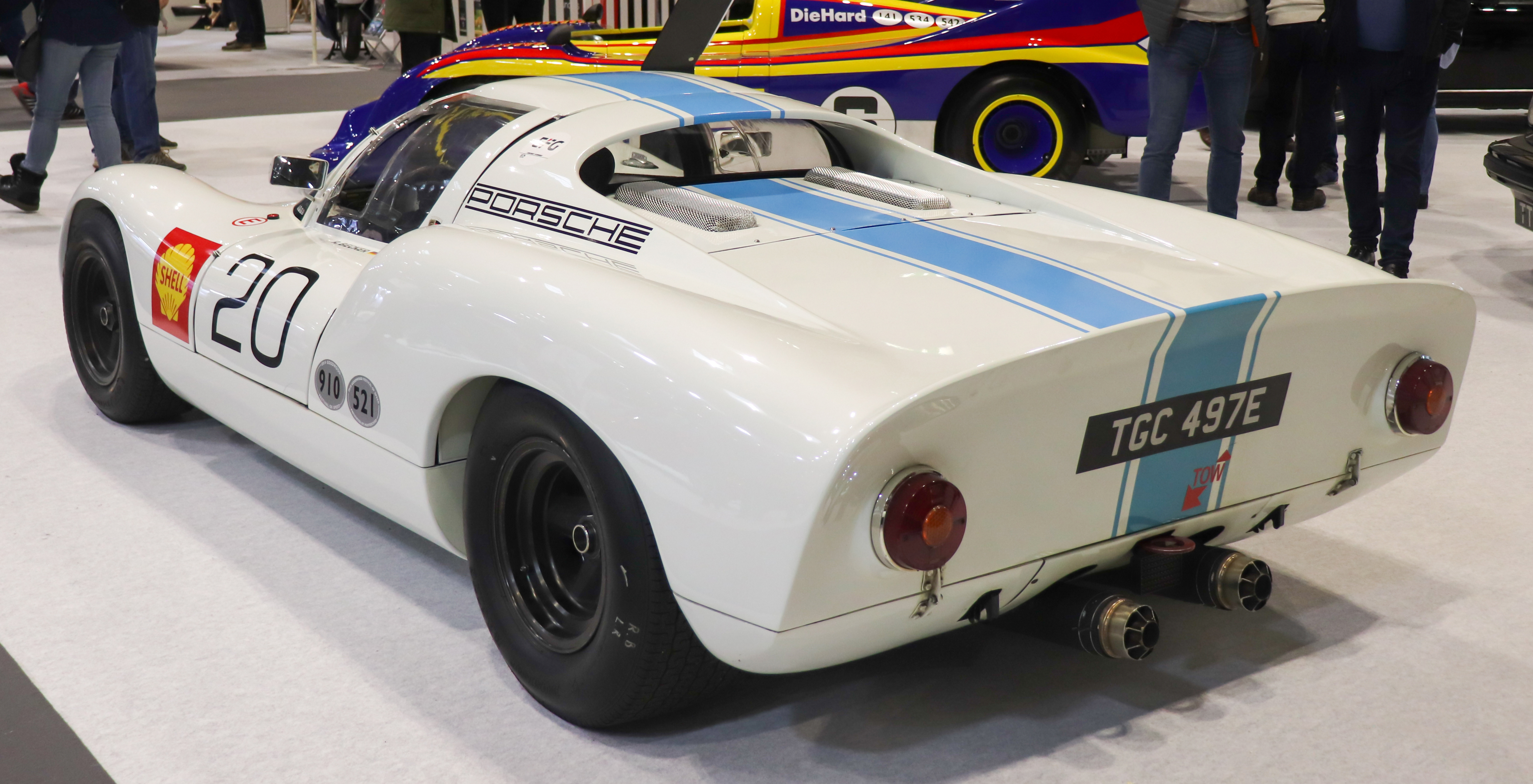
Posteriore

## Tecnica
La 910 era una evoluzione della Porsche 906 e si presentava con un motore ad 8 cilindri boxer da 2200 cm³ con raffreddamento ad aria, la cui potenza dichiarata era di 270 CV. È stato anche utilizzato un propulsore a sei cilindri da 2.000 cm³ e da 200  CV, ma montato solo sulla versione berlinetta. Nel 1967 le versioni spider sport prototipo biposto affidate ai piloti Rolf Stommelen e Mitter Gerhard per il Campionato europeo della montagna, erano dotate di un motore 8 cilindri di 2000 cm³ ad iniezione meccanica che sviluppavano 272 CV a 9000 giri. 
Le modifiche più importanti rispetto all'antenata erano rappresentate dall'uso di pneumatici derivati dalla Formula 1 da cui veniva preso anche il metodo di fissaggio della ruota con un solo dado anziché i 5 classici usati precedentemente. Gli pneumatici adottati erano montati su cerchi a fissaggio monodado da 13" e non più da 15" come invece sul modello 906. Anche per quest'ultimo accorgimento era adatta soprattutto alle gare di durata, dove importante era anche il tempo risparmiato nei vari pit-stop.

## Attività sportiva
Oltre ad essere impiegata nelle corse di durata, la 910 fu usata con successo anche nelle cronoscalate come la Catania-Etna e il Trofeo Vallecamonica. La versione a carrozzeria aperta venne costruita appositamente nel 1967 per le gare in salita.
Il pilota tedesco Gerhard Mitter ottenne il tempo record di 11'17"58 alla Trento-Bondone del 1967, gara valida per il campionato europeo di cui conquistò il titolo piloti al termine della stagione.